# 二ノ橋駅

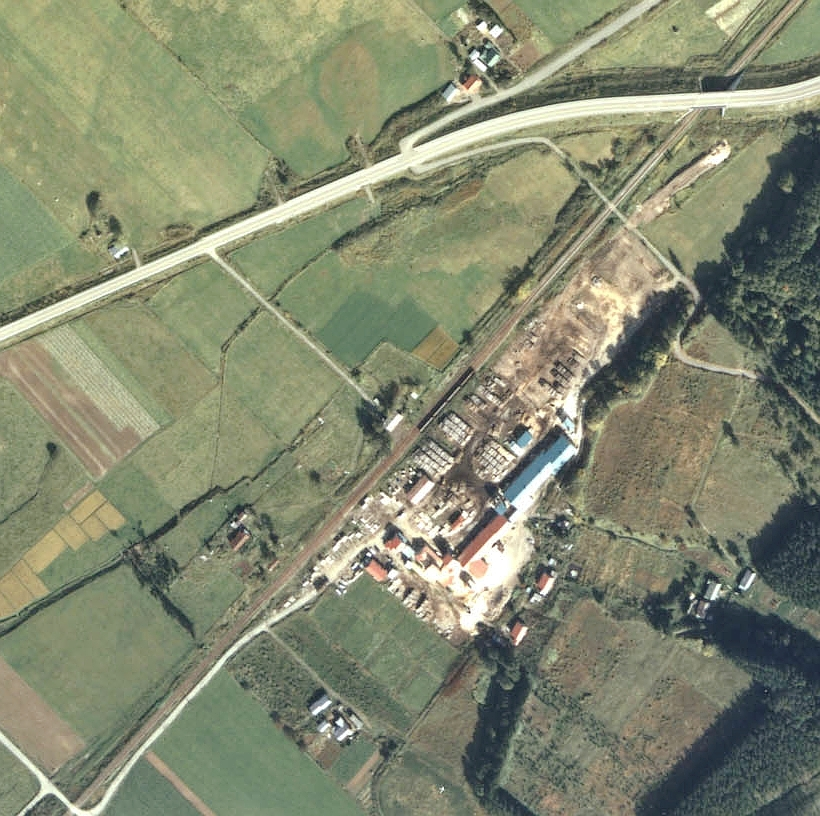
1977年の二ノ橋駅と周囲約500m範囲。右上が紋別方面。石積み土盛の単式ホーム1面1線と駅舎は中名寄駅と似ているが、こちらは片開分岐で駅裏側に敷かれた副本線を有している。

二ノ橋駅（にのはしえき）は、北海道（上川支庁）上川郡下川町二の橋にかつて設置されていた、北海道旅客鉄道（JR北海道）名寄本線の駅（廃駅）である。事務管理コードは▲122106。

## 歴史
一部の普通列車は通過した（1989年（平成元年）4月30日時点（廃止時の時刻表）で、上り1本（快速運転列車））。
- 1947年（昭和22年）12月25日 - 運輸省名寄本線の二ノ橋仮乗降場（局設定）として開業[1][4] 。
- 1949年（昭和24年）6月1日 - 日本国有鉄道に移管。
- 1950年（昭和25年）1月15日 - 駅に昇格、二ノ橋駅となる[1]。一般駅[1][5]。
- 1962年（昭和37年）4月1日 - 業務委託化。
- 1978年（昭和53年）12月1日 - 貨物および荷物の取扱い廃止[1][6]。同時に駅員無配置駅となる[7]（簡易委託化）。
- 1986年（昭和61年）11月1日 - 簡易委託廃止、完全無人化。
- 1987年（昭和62年）4月1日 - 国鉄分割民営化により、JR北海道に継承[1]。
- 1989年（平成元年）5月1日 - 名寄本線の全線廃止に伴い、廃駅となる[1]。

### 駅名の由来
地名より。

## 駅構造
廃止時点で、単式ホーム1面1線を有する地上駅であった。そのほか、遠軽方から南側に分岐した行き止まりの保線用側線を1線有していた。
無人駅となっており、有人駅時代の駅舎は改築され、中名寄駅や渚滑線中渚滑駅と同型のプレハブ駅舎となっていた。駅舎は構内の北側に位置し、ホームに接していた。ホームの長さは50mであった。

## 利用状況
乗車人員の推移は以下のとおり。年間の値のみ判明している年については、当該年度の日数で除した値を括弧書きで1日平均欄に示す。乗降人員のみが判明している場合は、1/2した値を括弧書きで記した。
| 年度               | 乗車人員 | 乗車人員 | 出典  | 備考 |
| 年度               | 年間     | 1日平均  | 出典  | 備考 |
| ------------------ | -------- | -------- | ----- | ---- |
| 1978年（昭和53年） |          | 18       | [ 9 ] |      |

## 駅周辺
周辺には畑が広がる。
- 国道239号（下川国道）[10]
- 名寄川[10]
- 名士バス「二の橋」停留所

## 駅跡
2000年（平成12年）時点では跡形も無く、道床跡を利用して用水路の工事が進められていた。2010年（平成22年）時点でも跡形は無く、2011年（平成23年）時点でも同様で、農耕地に取り込まれ遺構は何も無かった。畑になっている。
また、2000年（平成12年）時点では駅跡附近の国道の「二の橋跨線橋」から線路跡が望め、2011年（平成23年）時点でも同様であった。

## 隣の駅
北海道旅客鉄道
名寄本線
下川駅 - 二ノ橋駅- 幸成駅